# 竹村猛
竹村 猛（たけむら たけし、1914年5月22日- 1987年6月24日）は、日本のフランス文学者、翻訳家。

## 略歴
長野県長野市出身。1943年東京帝国大学文学部仏文科卒。東北大学助教授、中央大学教授、1985年定年退任、名誉教授。
19世紀フランス文学を専攻、多くの作品を翻訳した。
妻は杉田久女の次女・光子で（1941年結婚）、石一郎は義兄に当たる。

## 翻訳
- 『三十女』（バルザック、万里閣） 1948
- 『二重家庭』（バルザック、弘文堂、世界文庫） 1948
- 『アラビアン・ナイト 悦楽の壷』（万里閣） 1949
- 『恋愛論』（セナンクール、酣灯社） 1949
- 『男ごころ』（モオパッサン、創芸社、モオパッサン全集5） 1951
- 『純愛 ウジェニー・グランデ』（バルザック、角川文庫） 1957
- 『乙女ごころ』（レミ・ド・グールモン、角川文庫） 1958
- 『アドルフ』（バンジャマン・コンスタン、角川文庫） 1960
- 『危険な関係』（ラクロ、角川文庫） 1960
- 『三銃士』（アレクサンドル・デュマ、角川文庫） 1961 - 1962、のち偕成社文庫、のち角川文庫
- 『モンテ・クリスト伯爵』（デュマ・ペール、旺文社文庫） 1968、のち岩波少年文庫
- 『ドレフュス獄中記 わが生涯の五カ年』（ドレフュス、中央大学出版部） 1979
- 『アドルフ / 赤い手帖 / セシル』（コンスタン、白水社） 1989

## 参考
- 竹村猛教授略歴「仏語仏文学研究」 1985